# Ивантеевка-Грузовая (станция)
Ивантеевка-грузовая — историческая часть железнодорожной станции Ивантеевка Ярославского направления МЖД. Расположена в черте города Ивантеевка Московской области. Самостоятельной станцией Ивантеевка-грузовая не является, формально также не является и парком станции Ивантеевка.
Ивантеевка-грузовая совпадает со станцией Ивантеевка в момент открытия. После открытия пассажирского движения на линии Болшево — Ивантеевка — Фрязино пригородные поезда со стороны Болшево заезжали на данную станцию, меняли кабину управления и ехали дальше до Фрязино. В 1967 году был построен обход станции с пассажирской платформой Ивантеевка-1 в непосредственной близости к станции, и электропоезда заезжать на станцию Ивантеевка перестали во избежание смены кабин. В 1993 неиспользуемые пассажирская платформа и путь на Фрязино были демонтированы, но контактная сеть была под напряжением, используясь для питания ветки с подстанции. В 2012 году была построена новая ЛЭП с подстанции по более прямой трассе, после чего старая контактная сеть была снята. Путь в сторону станции Зелёный Бор до сих пор электрифицирован но электрификация не используется, поскольку грузовая передача (так называемые «передаточные поезда») от станции Зелёный Бор осуществляется маневровым тепловозом.